# 太原教案
太原教案或称太原屠杀，是义和团事变期间于1900年7月9日发生在大清国山西省太原府的针对基督徒和传教士的屠杀事件。

## 经过
1900年，在山西省传教的外国基督教传教士分别属于天主教会、中国内地会、英国浸信会、美國公理会和寿阳宣教会。山西巡抚毓贤向来憎恨传教士，接到慈禧太后命令后，派兵密切注视黄河，不使人逃脱。
1900年6月27日，太原东南的寿阳县城发生了第一次暴乱，烧毁Edwards医生的医院，顾姑娘（Edith Anna Coombs）遭到杀害。7月9日，巡抚毓贤紧闭太原城门，派兵将城中所有外国人“护送”到巡抚衙门，接受审讯，周围有许多仆人、士兵和群众围观。首先被斩首的是2位天主教的意大利籍主教艾士杰和富格辣，随后所有男人、女人和孩子就都在巡抚衙门大堂前的院子裡被斩首。当天被杀者包括33名新教传教士及其子女，12名天主教传教士和10多名中国信徒。中国基督徒秘密将其埋葬。但是5天后，部分因为这个原因，200名中国基督徒被杀。随后屠杀在山西全省展开，到8月底总计有159名新教传教士（包括46名儿童）和12名天主教传教士在山西省遭到屠杀。
中国内地会的刊物记载说，在山西省北部共有15,000到20,000名本地信徒被杀害。当时在山西省的91名内地会传教士中，有36人逃到了沿海，38人被杀害，17人失踪。其他差会受到了更为惨烈的损失，美国公理会、英国浸信会和寿阳宣教会在山西的传教士几乎全军覆没。

## 太原教案遇害者名单
计新教33人（寿阳宣教会19人、英国浸礼会9人、中国内地会5人）、天主教26人（主教2人、神父2人、外籍修士1人、中国修士5人、外籍修女7人、中国服役教徒9人）。

### 寿阳宣教会
- 毕翰道牧师（Thomas Wellesley Pigott）、毕翰道夫人（Jessie Pigott）和兒子天保
- 杜娃姑娘（Emily Duval）
- 魯賓遜先生（John Robinson）
- 扎和靄（Attwater）夫婦
- 施多克（George Stokes）夫婦
- 辛普生（James Simpson）夫婦
- 羅維特医生（Arnold E. Lovitt）、夫人和1个孩子
- 顾姑娘（Anna Coombs）
- 費恩（Beynon）夫妇及2个孩子
- Mary Atwater，汾州公理会艾渥德牧师之女
- Ernestine Atwater，汾州公理会艾渥德牧师之女

### 英国浸礼会
- 華新（G. B. Farthing）夫妇，儿子佳（Guy）、女兒Ruth和蓓蒂（Betty）
- 懷德豪（S. F. Whitehouse）夫婦
- 何道（Hoddle）
- 施特華（E. M. Stewart）

### 中国内地会
- 衛理森醫生（William Millar Wilson）、衛理森夫人（Christine Wilson）和幼子亞力山大（Alexander）。 （原在临汾工作，8岁的長子約瑟Joseph、6岁的次子偉廉 William 在英国幸存）
- 史蒂芬姑娘（Jane Stevens）
- 翟美節姑娘（Mildred Eleanor Clarke），以上两位原在霍州工作

### 天主教
- 艾士杰主教（Mgr. Gregorius Grassi；1833年12月13日－1900年7月9日），方济各会，意大利籍
- 富格辣副主教（Francescus Fogolla；1839年10月4日－1900年7月9日），方济各会，意大利籍
- 雷体仁神父（Elia Facchini；1839年7月2日－1900年7月9日），方济各会，意大利籍
- 德奥理神父（Teodorico Balat；1854年10月23日－1900年7月9日），方济各会，法国籍
- 安振德修士（Andrea Bauer；1866年－1900年7月9日），方济各会，法国籍
- 张景光修士（1878年－1900年7月9日）
- 张志和修士（1880年－1900年7月9日）
- 董博第修士（1882年－1900年7月9日）
- 王锐修士（1885年2月26日－1900年7月9日）
- 张焕修士（1882年－1900年7月9日）
- 那達理修女（Giovanna Maria Kerguin (Maria di Santa Natalia)；1864年5月5日－1900年7月9日），瑪利亞方濟各傳教會，法国籍
- 雅都斐修女（Anna Dierk, Maria Adolfina；1866年－1900年7月9日），瑪利亞方濟各傳教會，荷兰籍
- 菊斯德修女（Anna Moreau (Maria di San Giusto)；1866年4月26日－1900年7月9日），瑪利亞方濟各傳教會，法国籍
- 嘉納修女（Clelia Nanetti (Maria Chiara)；1872年－1900年7月9日），瑪利亞方濟各傳教會，意大利籍
- 雅芒定修女（Paola Jeuris (Maria Amandina)；1872年12月28日－1900年7月9日），瑪利亞方濟各傳教會，卢森堡籍
- 巴溪修女（Maria Anna Giuliani (Maria della Pace)；1875年12月13日－1900年7月9日），瑪利亞方濟各傳教會，意大利籍
- 艾明納修女（Irma Grivot (Maria Ermellina di Gesu)；1876年4月28日－1900年7月9日），瑪利亞方濟各傳教會，法国籍
- 張榮教友（1838年－1900年7月9日）
- 張板紐教友（1849年－1900年7月9日）
- 申计和教友（1851年－1900年7月9日）
- 閻國棟教友（1853年－1900年7月9日）
- 陳西滿傳道員（1855年－1900年7月9日）
- 馮德教友（1855年－1900年7月9日）
- 趙全信教友（1856年－1900年7月9日）
- 武安邦傳道員（1860年－1900年7月9日）
- 王二滿教友（1864年－1900年7月9日）

## 山西省其他屠杀事件

### 1900年6月28日，内地会
- N. Carlson，
- Miss J. Engvall，
- Miss A. Hedlund，
- Miss A. Johansson，
- G. E. Karlberg，
- O. A. L. Larsson，
- Miss J. Lundell，
- S. A. Persson，
- Mrs. Persson，
- E. Persson，

### 1900年6月30日，孝义，内地会
- Emily E. B. Whitchurch（韦爱美），
- Edith E. Searell（史伊蒂），

### 1900年7月12日，内地会
- Stewart McKee，
- Kate McKee，
- Baby McKee，
- Charles S. I'Anson，
- Florence I'Anson，
- Dora I'Anson，
- Arthur I'Anson，
- Eva I'Anson，
- Maria Aspden，
- Margaret E. Smith，

### 1900年7月13日，内地会
- Hattie Rice，
- Alice McKee，

### 1900年7月16日，内地会
- George McConnell，
- Isabella McConnell，
- Kenneth McConnell，
- Annie King，
- Elizabeth Burton，
- John Young，
- Alice Young，

### 1900年7月31日，太谷，美国公理会
- 来浩德牧师（Dwight Howard Clapp），51岁；来浩德师母（Mary Jannie Clapp），55岁
- 德富士牧师（Francis Ward Davis），夫人Lydia Davis，新生婴儿Francis
- 魏路易牧师（George Louis Williams；1858年－1900年7月31日）
- 贝如意姑娘（Susan Rowena Bird），35岁
- Mary Louise Partridge小姐
- Isabel Saunders，1900年7月27日，山西
- Jessie Saunders，1900年8月3日，山西
- Mary Lutley，1900年8月3日，山西
- Margaret Cooper（Mrs. E. J. Cooper），1900年8月6日，山西

### 1900年8月9日[4][5]，忻州，英国浸礼会
- 邸松牧师（Herbert Dixon）夫妇
- 马牧师（Willian Adam M. M'Currach）夫妇
- 恩牧师（T. J. Underwood）夫妇
- 燕牧师（Sydney W. Ennals），27岁
- 任小姐（B. C. Renaut）
- Mary E. Huston，1900年8月11日，山西

### 1900年8月15日，汾州，美国公理会
- Charles Wesley Price牧师，夫人Eva Jane Price，女儿Florence Price
- 艾渥德牧师（Ernest Richard Atwater），艾渥德师母（Elizabeth Graham Atwater），30岁，女儿Bertha Atwater，Celia Atwater（另两个女儿Mary，Ernestine在太原被杀）。
- Annie E1dred小姐
- Aton Lundgren
- Eva Lundgren。

### 1900年8月13日，内地会
- Francis Edith Nathan，
- Mary Rose Nathan，
- Eliza Mary Heaysman，

### 1900年8月15日，内地会
- 羅定登（Anton P. Lundgren），平阳？
- Elsa Lundgren，
- Annie Eldred，
- Brainerd Cooper，1900年8月17日，山西
- Edith Lutley，1900年8月20日，山西

- Faith Glover，1900年8月28日，山西

### 1900年8月30日，隰州，内地会
- William Graham Peat，
- Helen Peat，
- Margretta Peat，
- Mary Peat，
- 饶姑娘（Edith Isabel Dobson），32岁
- 胡秀英姑娘（Emma Georgiana Hurn），32岁

### 1900年9月15日，内地会
- 童教士（Duncan Kay），曲沃縣？
- Caroline Kay，
- Jennie Kay，

### 1900年9月21日，岳阳（古县），内地会
- 巴尚志教士（David Barratt），28岁，澳大利亚人
- P. A. Ogren，1900年10月15日，山西
- Flora Constance Glover，1900年10月25日，山西